# Kiválasztó szervrendszer
Az szervezetben az anyagcsere során számtalan káros, és felesleges anyag képződik. Ezek eltávolításában a tápcsatorna, a bőr és a légzőrendszer is részt vesz, azonban a káros anyagok kiürítésében és a homeosztázis szabályozásában a kiválasztórendszernek (kiválasztó szervrendszernek) és a kiválasztásnak van a legmeghatározóbb szerepe.

## Kiválasztó szervrendszer

A kiválasztó szervrendszer: (1-6) 2. vese, 3. vesemedence, 4. húgyvezeték, 5. húgyhólyag, 6. húgycső; és a környező fontosabb szervek: 7. mellékvese, 8. veseartéria és véna, 9. vena cava inferior, 10. aorta, 11. közös csípőverőér, 12. máj, 13. vastagbél, 14. medencecsont.

A kiválasztó vagy vizeleti vagy húgyúti szervrendszer (apparatus uropoeticus) az a szervrendszer, amely a vizeletet termeli, tárolja és üríti a szervezetből. Az emberekben a két vese, a két húgyvezeték, a húgyhólyag és a húgycső alkotja.

## Szükségtelen anyagok
A szervezet számára szükségtelen anyagok közé tartozik a felesleges víz, ionok, a szervezetbe bevitt bizonyos gyógyszerek (amire a gyógyszerek adagolásánál figyelemmel kell lenni!), illetve festékanyagok (urobilinogén). Ezek eltávolítása mellett nélkülözhetetlen az anyagcsere bomlástermékek kiürítése is, hiszen azok felszaporodva káros hatásúak. Ezek közül a legfontosabbak a nitrogéntartalmú karbamid és a húgysav. Ezek az anyagok a májban alakulnak ki. A karbamid a fehérjék aminosavakra bontása során, míg a húgysav a nukleotidok bázisaiból képződnek.

## Elhelyezkedés, felépítés, működés
- a vérből a kiválasztandó anyagokat, a gerinc ágyéki tájékának (pars lumbalis) két oldalán elhelyezkedő, zsírszövetbe ágyazott vese szűri ki. A képződő vizelet a húgyvezetéken át jut a húgyhólyagba, ahonnan a húgycsövön át a külvilágba jut,
- a vese külső felszínét kötőszövetes tok fedi (capsula fibrosa), ezen kívül zsíros tok (capsula adiposa) és kötőszövetes lemez (fascia renis) védi és rögzíti
- befelé haladva a néhány milliméter vastagságú kéregállományt találjuk,
- a bab alakú szerv homorú oldalán található a vesemedence, melybe a kész vizelet bekerül.
- a vesekapun (vese homorú részénél) keresztül erek és idegek lépnek át, és itt lép ki a húgyvezeték is.

A vese működési alapegysége a nefron, ebből egy-egy vesében több mint kétmillió található. A nefron két fő része a vesetestecske és a belőle kiinduló csatornarendszer. A vesetestecskék a kéregállományban találhatók. A vese artériás rendszere dúsan elágazik, és néhány kis artéria is belép a vesébe. Ott kapillárisokká oszlik, kialakítva a jelentős anyagátadáshoz szükséges nagy felületet. Az így létrejövő érgomolyag a glomerulus , melyet egy kettős falú tok vesz szorosan körül (Bowman-tok). Az érgomolyag és a tok által kialakított vesetestecske szűri át az anyagokat a vérből. Ezt az érgomolyagban uralkodó 8 kPa-os és a tokban lévő 3 kPa-os nyomás különbsége teszi lehetővé. A szervezet kapillárisaiban a nyomás 2-4 kPa között van. A tok falán a kisméretű molekulák  a nyomáskülönbségnek megfelelően passzívan kerülnek át a tokba.

## Szűrlet
A szűrlet fehérjementes vérplazma, mely a vesetestecskékben keletkezik.
- az ember két veséjében naponta képződő 180 liter szűrlet a nefron csatornarendszerének kezdeti szakaszába kerül.
- a vér nagyobb ozmotikus nyomása miatt a szűrletből a víz jelentős része passzívan visszaszívódik.
- az ionok (főleg Na+ ionok) többsége aktív transzporttal, a szervezet számára fontos kismolekulájú szerves anyagok szintén energia felhasználásával jutnak vissza a vérbe.
- a nefron csatornarendszerének sejtjei aktív kiválasztást is végeznek (egyes gyógyszerek, festékek, szteroidok itt hagyják el a szervezetet).
- a következő csatornaszakasz a Henle-kacs, melybe a szűrlet eredeti mennyiségének csak egy tizede jut.
- ez a vékonyabb cső befut a velőállományba, majd visszafordul és szorosan a leszállóághoz simulva a kéreg felé vezet.
- a leszálló ág a víz, míg a felszálló ág az ionok számára átjárható.
- a két szakaszban az ellentétes irányban mozgó folyadék anyagai fokozatosan átrendeződhetnek (ellenáramlás elve), ezért a kacs visszafordulásánál a legtöményebb a szűrlet.
- a homeosztázis beállítása az elvezető csatorna további szakaszán történik. Itt is zajlik visszaszívás és kiválasztás, de azt különböző hormonok (a víz esetében - elsősorban az antidiuretikus hormon; ADH) befolyásolják.
- szabályozódik a testfolyadékok térfogata: ha csökken a térfogata, fokozódik a víz visszaszívása.
- a víz visszakerülése a vér ozmotikus nyomását is befolyásolja.
- az ionösszetétel a Na+ és K+ ionok cseréjével a Ca2+ visszaszívásával módosulhat.
- fontos a vér kémhatásának pontos beállítása.
- e terület sejtjeinek hordozó molekulái az oxónium ionokat igény szerint cserélik ki Na+ ionokra.
- a homeosztázis leglényegesebb tényezői közül csak a testfolyadék hőmérsékletének beállítását nem végzi a vese.
- több nefron elvezető csőrendszeréből egy közös gyűjtőcsatornába kerül a visszamaradt folyadék, a vizelet itt nyeri el végső összetételét.
- naponta 1-1,5 liter vizelet kerül a vesemedencébe, majd onnan a húgyvezetéken keresztül a húgyhólyagba, amely képes 300–350 milliliter folyadékot is befogadni.
- a húgyvezeték nem passzívan vezeti le a vizeletet, hanem a falában található simaizomzat perisztaltikus hullámokban lefutó összehúzódó (perisztaltikus) mozgásával továbbítja a folyadékot a húgyhólyagba.
- a húgyhólyag fala igen tágulékony. Térfogata a vizelet kiürülésekor csak néhány milliliter, de telt állapotban 300-350 milliliter.
- a húgyhólyag üreges zsigeri szerv, falában három rétegű sima izomzattal, üregét átmeneti hám (urothelium) béleli, amely ozmotikus hatásokkal szemben ellenálló, emellett jelentős térfogatváltozásokat tesz lehetővé.
- a vizelet a húgycsövön keresztül távozik a külvilágba.

## Lásd még
- Vese
- Vesetestecske
- Húgyhólyag
- Bőr
- Máj
- Emésztőrendszer
- Légzőrendszer